# Issa Modibo Sidibé
Issa Modibo Sidibé (Arlit, 1992. március 6. –) nigeri válogatott labdarúgó, a szlovák Zemplén Nagymihály játékosa.

## Pályafutása

### Klubcsapatokban
Sidibé pályafutását a nigeri Akokana csapatánál kezdte le. 2011 és 2012 között a dél-afrikai Jomo Cosmos labdarúgója volt. 2013-ban egy rövid ideig a fehérorosz élvonalbeli Dnyapro Mahiljovban futballozott. 2016-ban kirgiz bajnokságot nyert az FC Alay csapatával. 2018 óta a francia FC Mulhouse játékosa.

### Válogatott
2010-ben debütált a nigeri válogatottban egy Csád elleni felkészülési mérkőzésen. Tagja volt a 2013-as afrikai nemzetek kupáján szereplő keretnek.

#### Góljai a nigeri válogatottban
| #  | Dátum               | Ellenfél     | Eredmény | Kiírás              | Esemény |
| -- | ------------------- | ------------ | -------- | ------------------- | ------- |
| 1. | 2011. március 27.   | Sierra Leone | 3 – 1    | ANK-selejtező       | 79'     |
| 2. | 2012. november 14.  | Szenegál     | 1 – 1    | barátságos mérkőzés | 44'     |
| 3. | 2015. június 6.     | Gabon        | 2 – 1    | barátságos mérkőzés | 30'     |
| 4. | 2017. szeptember 5. | Mauritánia   | 2 – 0    | barátságos mérkőzés | 46'     |